# Цзуньї
Цзуньї (кит. спр. 遵义市, піньїнь: Zūnyì Shì) — місто-округ у південнокитайській провінції Гуйчжоу.

## Географія
Цзуньї розташовується у північній частині провінції.

### Клімат
Місто знаходиться у зоні, котра характеризується вологим субтропічним кліматом. Найтепліший місяць — липень із середньою температурою 25 °C (77 °F). Найхолодніший місяць — січень, із середньою температурою 3.9 °С (39 °F).
| Клімат Цзуньї           | Клімат Цзуньї | Клімат Цзуньї | Клімат Цзуньї | Клімат Цзуньї | Клімат Цзуньї | Клімат Цзуньї | Клімат Цзуньї | Клімат Цзуньї | Клімат Цзуньї | Клімат Цзуньї | Клімат Цзуньї | Клімат Цзуньї | Клімат Цзуньї |
| Показник                | Січ.          | Лют.          | Бер.          | Квіт.         | Трав.         | Черв.         | Лип.          | Серп.         | Вер.          | Жовт.         | Лист.         | Груд.         | Рік           |
| Середній максимум, °C   | 7             | 9             | 15            | 20            | 24            | 27            | 30            | 30            | 26            | 20            | 15            | 10            | 19            |
| Середня температура, °C | 4             | 6             | 10            | 16            | 19            | 22            | 25            | 24            | 21            | 16            | 11            | 6             | 15            |
| Середній мінімум, °C    | 2             | 3             | 7             | 12            | 16            | 19            | 21            | 20            | 17            | 13            | 8             | 4             | 11            |
| Норма опадів, мм        | 22            | 20            | 37            | 90            | 157           | 188           | 140           | 140           | 93            | 101           | 52            | 24            | 1063          |
| ----------------------- | ------------- | ------------- | ------------- | ------------- | ------------- | ------------- | ------------- | ------------- | ------------- | ------------- | ------------- | ------------- | ------------- |
| Джерело: Weatherbase    |               |               |               |               |               |               |               |               |               |               |               |               |               |

## Адміністративний поділ
Міський округ поділяється на 3 райони, 2 міста та 9 повітів (два з них є автономними):
| Карта | Карта              | Карта                | Карта            |
| --- | ------------------ | -------------------- | ---------------- |
| Чишуй Сішуй Женьхуай Тунцзи Хуейчуань Хунхуаган Бочжоу Даочжень- · Гелао-Мяо Чжен'ань Суйян ① Учуань- · Гелао- · Мяо Фенган Юйцін ① Мейтань |                    |                      |                  |
| Статус | Назва              | Оригінал             | Населення (2020) |
| Район | Бочжоу             | 播州区               | 761 491          |
| Район | Хуейчуань          | 汇川区               | 627 721          |
| Район | Хунхуаган          | 红花岗区             | 971 337          |
| Місто | Женьхуай           | 仁怀市               | 655 300          |
| Місто | Чишуй              | 赤水市               | 247 287          |
| Повіт | Мейтань            | 湄潭县               | 372 865          |
| Повіт | Сішуй              | 习水县               | 584 947          |
| Повіт | Суйян              | 绥阳县               | 379 677          |
| Повіт | Тунцзи             | 桐梓县               | 529 471          |
| Повіт | Фенган             | 凤冈县               | 304 156          |
| Повіт | Чжен'ань           | 正安县               | 396 159          |
| Повіт | Юйцін              | 余庆县               | 223 952          |
| Автономний повіт | Даочжень-Гелао-Мяо | 道真仡佬族苗族自治县 | 243 846          |
| Автономний повіт | Учуань-Гелао-Мяо   | 务川仡佬族苗族自治县 | 308 466          |